# 喷替酸
喷替酸（英文：Pentetic acid）或二乙烯三胺五乙酸或二乙三胺五乙酸（英文：diethylenetriaminepentaacetic acid，DTPA）是由二亚乙基三胺骨架与5个羧基构成的氨基多羧酸。化学式：C14H23N3O10 。其可视为乙二胺四乙酸（EDTA）的延伸和EDTA的类似物。在水中有限可溶。

## 配位性质
DPTA的共轭碱DPTA5-对金属离子有高亲和性。其含有的3个氮原子和5个羧酸根—COO-，因此为潜在的八齿配体。与EDTA相比，DPTA络合物稳定常数比ETDA高100倍。作为螯合剂，DPTA可与金属离子形成八配位络合物，其形成的络合物中心金属离子可与1个水分子进行额外配位 。对于过渡金属离子，其配位数通常小于8，因此在与DTPA形成螯合物后，DTPA可与其他试剂像喷地肽衍生物一样进行结合。比如DTPA与Cu(II)结合形成的络合物中，DPTA以3个氮原子和5个羧酸根中3个以六齿配体的形式进行结合。

## 螯合剂
类似常用的EDTA一样，DTPA主要用作螯合剂与金属离子进行络合。
DTPA被用作钚（Pu），锕（Ac）等锕系元素放射性材料的处理。
理论上，这些络合物更倾向于通过尿液排泄出人体，因此常以喷特酸钙（Ca-DTPA），喷特酸锌（Zn-DTPA）形式进行给药，因为这些低价金属离子更容易被高价金属离子取代，同时防止器官对其利用与消耗。已经发现与PDTPA络合的锕系金属离子有钍（IV）、铀（IV）、镎（IV）和铈（III/IV）。
2004年8月，美国FDA决定采用更安全和有效的Zn-DTPA和Ca-DTPA作为吸入或通过其他方式被内源性污染的钚（Pu）、镅（Am）或锔（Cm）的患者的治疗方案。其推荐的质量方案是先采用Ca-DTPA，因为研究表明Ca-DTPA在被钚、镅或锔体内污染后的前24小时内最为有效，在此之后，Ca-DTPA 和Zn-DTPA 在减少体内钚、镅或锔污染方面同样有效，而且Zn-DTPA不太可能消耗人体中Zn和其他对健康至关重要的金属。对吸入放射性污染的患者，可用雾化吸入给药；对于内源性或其他方式导致的污染可通过静脉注射给药。
DTPA也可用作磁共振成像造影剂。DTPA与钆离子（Ga3+）形成可溶性络合物后，可以提高磁共振成像的分辨率。这是因为Ga-DTPA改变了其周围水分子中氢原子的核磁共振弛豫行为，增加的MRI图像的对比度。
DPTA与亚铁离子（Fe2+）形成的Fe-DTPA络合物溶液（10-11 wt. %）可用于水生植物肥料，Fe2+，因为Fe2+是水生植物必须的微量金属元素。Fe2+与DPTA结合防止了Fe2+在溶有氧气的水中氧化形成Fe(OH)3, or Fe2O3 · n H2O难溶性氢氧化物。其有助于将水体中的Fe2+，Fe3+维持在溶解形式（通常是FeII-DTPA和FeIII-DTPA混合物形式），从而提高了水生植物对铁的生物利用度。 目前对于DTPA在多大程度上能防止可溶性Fe2+免受空气氧化，以及FeIII-DTPA是否仅仅因为其溶解度增大而不能被水生植物直接吸收。在无DPTA存在自然条件下，Fe2+在下相比于Fe3+更容易被生物吸收，因为Fe2+溶解度是Fe3+的100倍。
在造纸业中，DTPA用于去除可溶性的Fe2+、Fe3+，以及Mn，Cu等具有氧化还原活性的金属离子，防止这些离子会催化过氧化氢分解（根据芬顿反应机理，H2O2被 Fe2+离子还原）。其保护了造纸过程中无氯造纸工艺过程中用于漂白的过氧化氢原料的氧化容量.。每年有几千吨DTPA被生产用于减少这一造纸过程中H2O2的损失。
DTPA的螯合性质还被用于发型产品中钙、锰离子的失活、同时被用于150种化妆品中。

## 生物化学特性
DTPA比EDTA更有效地使Fe2+/Fe3+,Mn2+/Mn4+,Cu+/Cu2+等具有氧化还原活性金属离子失活。防止这些金属离子持续在细胞内诱导过氧化物和超氧化物成的氧化损伤。DTPA还被用于金属离子的氧化还原活性的生物检定。

## 环境影响
DTPA作为螯合剂有一个意想不到的环境负面影响，其对于硫酸盐制浆污水的活性污泥法处理有害。全球生产的几千吨DTPA主要用于包括全无氯漂白（TCF）和无氯漂白（ECF）两种无氯工艺硫酸盐制浆过程中防止Mn，Fe离子导致的H2O2诱导分解 。DTPA 降低了活性污泥的生物需氧量，从而降低了微生物活性。

## 衍生物
基于DTPA的三胺五羧酸骨架结构与金属离子的高亲和性，在医药方面诞生了一些和DTPA结构相似的化合物：
- 在替伊莫单抗（英语：Ibritumomab tiuxetan）中的螯合剂tiuxetan即为在DTPA基础上进行修饰得到。在DTPA骨架上引入了甲基和一个异硫氰苄基得到.[13]。

- 铟(111In)卡罗单抗喷地肽（Indium (111In) capromab pendetide） 和铟[111In]沙妥莫单抗喷地肽（Indium (111In) satumomab pendetide）中的螯合剂喷地肽（英语：pendetide）(GYK-DTPA)是由DTPA与甘氨酸（G）、酪氨酸（Y）和赖氨酸（K）构成的肽类螯合剂,并于与单抗螯合[14]。
- DTPA与其衍生物与钆离子螯合作为磁共振成像造影剂，如马根维显。
- 锝-99m（Tc-99m）与DTPA螯合物用于肺通气/灌注扫描（英语：ventilation perfusion (V/Q) scans）、放射性同位素肾图扫描（英语：radioisotope renography）和核医学扫描[15]。